# Vystrkov
Vystrkov (deutsch Wisterkow) ist eine Gemeinde in Tschechien. Sie liegt drei Kilometer südlich des Stadtzentrums von Humpolec und gehört zum Okres Pelhřimov.

## Geographie
Vystrkov befindet sich in der Křemešnická vrchovina, einem Teil der Böhmisch-Mährischen Höhe. Das Dorf liegt am Westrand des Waldgebietes Panský les in der Quellmulde des Baches Vystrkovský potok. Östlich erhebt sich die Krásná vyhlídka (662 m), im Südosten der Vlčí hory (608 m) und nordwestlich der Havlův kopec (632 m). Durch Vystrkov führt die Staatsstraße I/34/E 551 zwischen Humpolec und Pelhřimov. 500 m nördlich des Dorfes befindet sich die Abfahrt 90 der Autobahn D 1/E 50/E 65.
Nachbarorte sind Humpolec im Norden, Rozkoš, Vilémov und Plačkov im Nordosten, Kamenice, Slavníč und Mikulášov im Osten, Lipovky und Bystrá im Südosten, Březina und Komorovice im Süden, Záhoří, Kletečná und Smrdov im Südwesten, Kordovsko und Sedlice im Westen sowie Zadní Vystrkov und Hněvkovice im Nordwesten.

## Geschichte

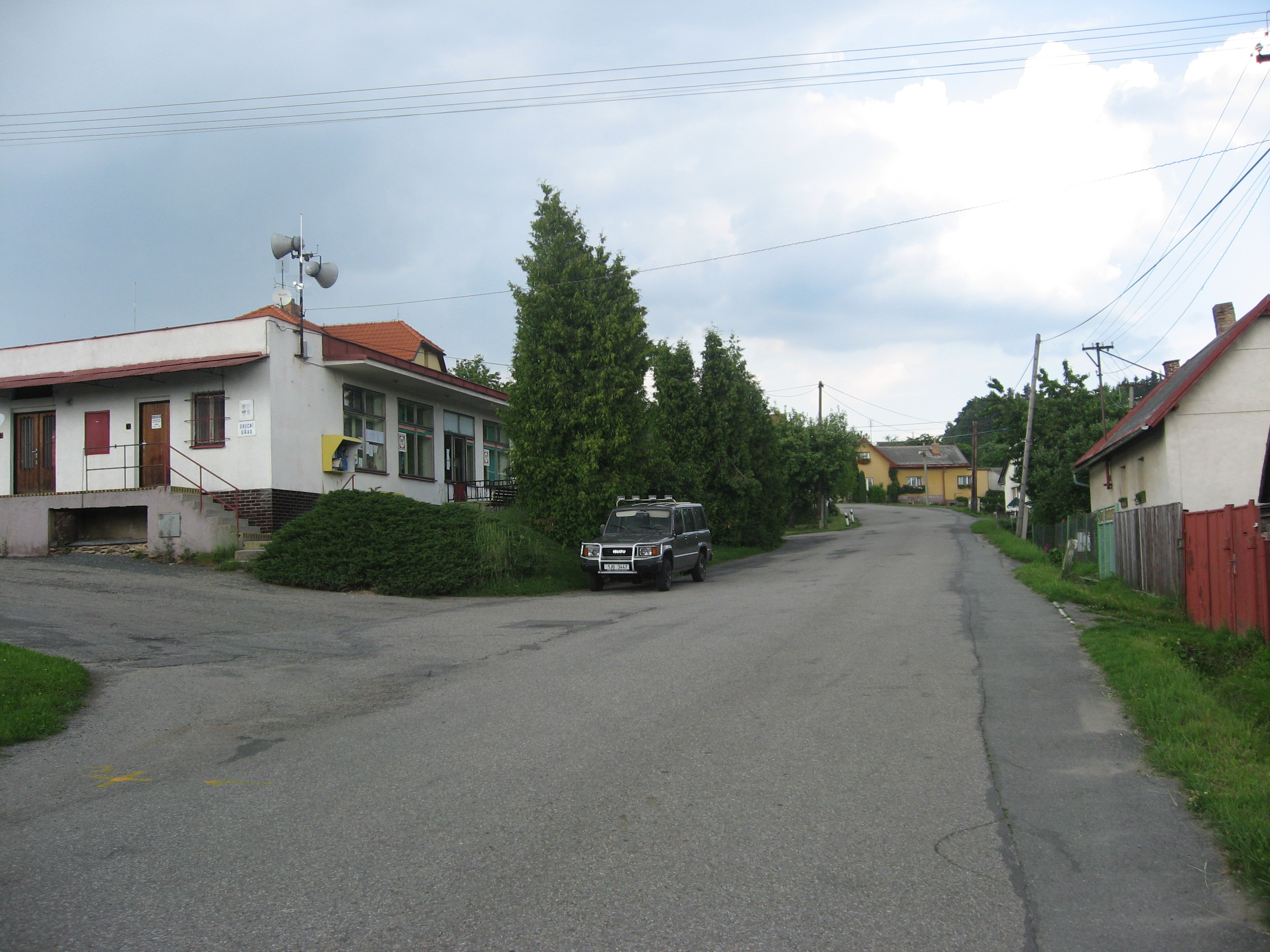
Ortsansicht

Die erste urkundliche Erwähnung des Dorfes stammt aus dem Jahre 1599.
Nach der Aufhebung der Patrimonialherrschaften bildete Vystrkov ab 1850 einen Ortsteil der Gemeinde Staré Bříště in der Bezirkshauptmannschaft Německý Brod. 1910 wurde das Dorf zum Ortsteil von Komorovice im Bezirk Humpolec. 1961 wurde Vystrkov dem Okres Pelhřimov zugeordnet. 1990 entstand die Gemeinde Vystrkov.

## Gemeindegliederung
Für die Gemeinde Vystrkov sind keine Ortsteile ausgewiesen.

## Sehenswürdigkeiten
- Kapelle am Dorfplatz

## Söhne und Töchter der Stadt
- Josef Kořenář (* 1998), Eishockeytorwart